# Paratrichius sakaii
Paratrichius sakaii är en skalbaggsart som beskrevs av Miyake 2000. Paratrichius sakaii ingår i släktet Paratrichius och familjen Cetoniidae. Inga underarter finns listade i Catalogue of Life.